# Чиншева Людмила Петрівна
Людмила Петрівна Чиншева (24 грудня 1956, Київ) — радянська і українська акторка кіно та дубляжу.

## Біографія
Народилася 24 грудня 1956 року у Києві.
У 1978 році закінчила Київський державний інститут театрального мистецтва імені Івана Карпенка-Карого.
Була акторкою кіностудії імені Олександра Довженка.
Членкиня Національної спілки кінематографістів України.

## Фільмографія
- «День починається опівночі» (1974)
- «У мене все гаразд» (1978)
- «Бачу ціль» (1978)
- «Женці» (1978)
- «За все у відповіді» (1978)
- «Дощ у чужому місті» (1979, Лідочка)
- «Мій генерал» (1979)
- «Вавилон XX» (1979)
- «Пора літніх гроз» (1980)
- «„Мерседес“ втікає від погоні» (1980)
- «Завтрашній хліб» (1980)
- «Така пізня, така тепла осінь» (1981)
- «Два дні на початку грудня» (1981)
- «Ранок за вечір мудріший» (1981)
- «Якщо ворог не здається...» (1982)
- «Все могло бути інакше» (1982)
- «Іванко і цар Поганин» (1984)
- «Все починається з любові» (1984)
- «В лісах під Ковелем» (1984)
- «Золоте весілля» (1987)
- «Шанс» (1988)
- «Зона» (1988)
- «Українська вендетта» (1990)
- «Із житія Остапа Вишні» (1991)
- «Вінчання зі смертю» (1992)

## Дублювання та озвучення
Сотні ролей українською та російською для студій та телеканалів «1+1», «Так Треба Продакшн», «Le Doyen» та інших.